# 577881 Pálinkáslibor
577881 Pálinkáslibor è un asteroide della fascia principale. Scoperto nel 2013, presenta un'orbita caratterizzata da un semiasse maggiore pari a 2,5857338 au e da un'eccentricità di 0,1789477, inclinata di 13,31680° rispetto all'eclittica.